# روبرتو سوزا (لاعب كرة قدم)
روبرتو سوزا (بالبرتغالية: Roberto de Souza Rezende‏) هو لاعب كرة قدم برازيلي في مركز الوسط، ولد في 18 يناير 1985 في غويانيا في البرازيل. شارك مع منتخب البرازيل تحت 20 سنة لكرة القدم. أما مع النوادي، فقد لعب مع راسينغ فيرول وسيلتا فيغو ونادي برسبوليس ونادي سالامانكا ونادي غواراني ونادي ليتشويس ونادي ماريتيمو.

## وصلات خارجية
- روبرتو سوزا (لاعب كرة قدم) على موقع الاتحاد الدولي (مؤرشف)  (الإنجليزية)
- روبرتو سوزا (لاعب كرة قدم) على موقع قاعدة بيانات كرة القدم.إي يو (الإنجليزية)
- روبرتو سوزا (لاعب كرة قدم) على موقع Soccerway.com (الإنجليزية)